# Leonardo Martinello
Leonardo Martinello (Granze, 5 giugno 1955) è un ex politico italiano.

## Carriera politica
Fu sindaco di Granze per due mandati, dal 1995 al 2002.

### Elezione a deputato
Alle elezioni politiche del 2006 venne eletto deputato della XV legislatura della Repubblica Italiana nella circoscrizione VII Veneto per l'UDC. Non fu rieletto nel 2008.